# Єжи Меркель
Єжи Меркель (фр. Jerzy (Georg) Merkel; 1881-1976) — французький художник.

## Біографія
Єжи Меркель народився у 1881 році у Львові у бідній єврейській сім'ї. Заробляв на життя, декоруючи квартири. Навчався в Школі декоративного мистецтва в Лодзі з Юзефом Мегоффером і Станіславом Виспянським. У 1903 році, завдяки фінансовій допомозі одного друга, він вступає до Школи вишуканих мистецтв Кракова і через два роки отримує срібну медаль.
У 1905 році приїжджає до Парижа і залишається там на три роки; потім він повертається до Кракова. У 1909 році Меркель знову приїжджає в Париж і одружується.
У 1913 та 1928 роках у Львові відбулися дві великі персональні виставки художника, які знайшли широкий відгук у пресі. Серед краєвидів та жанрових композицій були біблійні сцени: «Агар і Ізмаїл», «Руф», «Есфір», «Ребека» та інші, виконані в техніці олійного живопису, акварелі та рисунки. Характеризуючи твори Меркеля на львівській виставці 1928 року, критик Владислав Козицький в аналізі композицій з оголеними тілами зазначає, що художник «підсвідомо [зображує] елементи раси, а саме раси семітської».
На початку Першої світової війни Меркель завербований в австрійську армію. У 1917 році сильно поранений; він переносить операцію на мозку, яка загрожує йому сліпотою.
Між двома війнами художник живе у Відні. У 1939 році Меркель переїжджає до Франції. Спершу живе у місті Монтабан на півдні Франції, а з 1945 року у Парижі. З 1972 року жив у Відні.